# Nationaal park Nelson Lakes

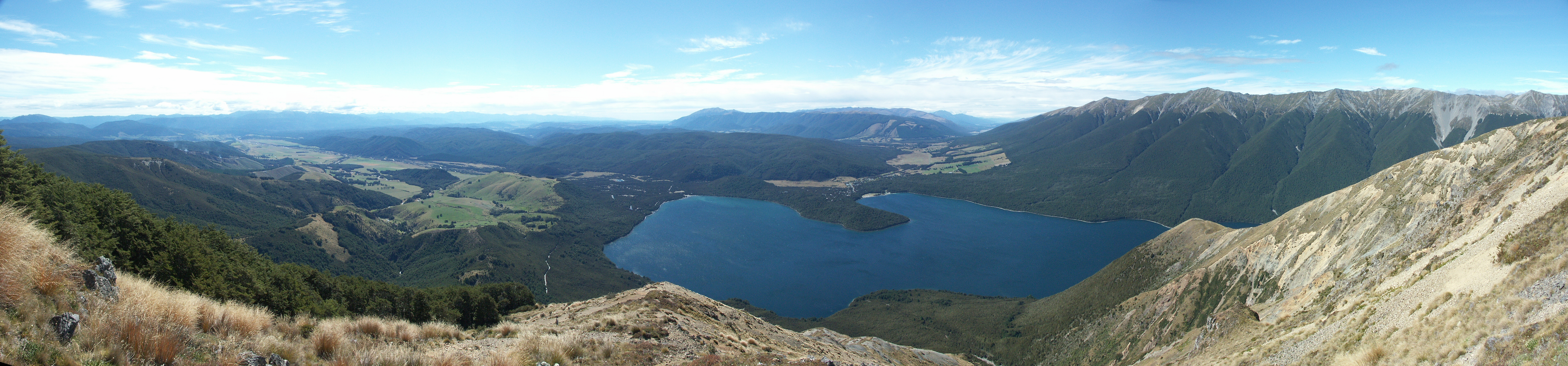
Panorama van Lake Rotoiti en de Saint Arnaud Range vanaf Robert Ridge

Het Nationaal park Nelson Lakes (Engels: Nelson Lakes National Park) ligt op het Zuidereiland van Nieuw-Zeeland en heeft een oppervlakte van 960 km². In het park liggen de twee gletsjermeren Lake Rotoiti en Lake Rotoroa.